# Äspinge församling
Äspinge församling var en församling i Lunds stift och i Hörby kommun. Församlingen uppgick 2002 i Hörby församling.

## Administrativ historik
Församlingen har medeltida ursprung. 
Församlingen var till 1974 annexförsamling i pastoratet Fulltofta och Äspinge som 1962 utökades med Södra Rörums och Svensköps församlingar. Från 1974 var den annexförsamling i pastoratet Hörby, Lyby, Fulltofta, Äspinge, Södra Rörum, och Svensköp. Församlingen uppgick 2002 i Hörby församling.

## Kyrkor
- Äspinge kyrka